# 特拉维斯·莱斯利
特拉维斯·迪米特里厄斯·莱斯利（英語：Travis Demetrius Leslie，1990年3月29日—），美国职业篮球运动员。他在2011年的NBA选秀中第2轮第47顺位被洛杉矶快船选中。